# باسيل جيمس
باسيل جيمس (بالإنجليزية: Basil James)‏ هو فارس أمريكي، ولد في 18 مايو 1920 في لوفلاند في الولايات المتحدة، وتوفي في 10 أبريل 1998.